# ニューサウスウェールズ州立図書館
ニューサウスウェールズ州立図書館（ニューサウスウェールズしゅうりつとしょかん、State Library of New South Wales、別名 Mitchell Library）は、オーストラリア・ニューサウスウェールズ州の図書館。州都シドニーのドメインに位置しており、隣はニューサウスウェールズ州議事堂である。

## 歴史
- 1826年、'Australian Subscription Library' として開館
- 1869年、NSW州政府に移管、'Sydney Free Public Library' に改名
- 1895年、'Public Library of NSW' に改名
- 1975年、'State Library of New South Wales' に改名

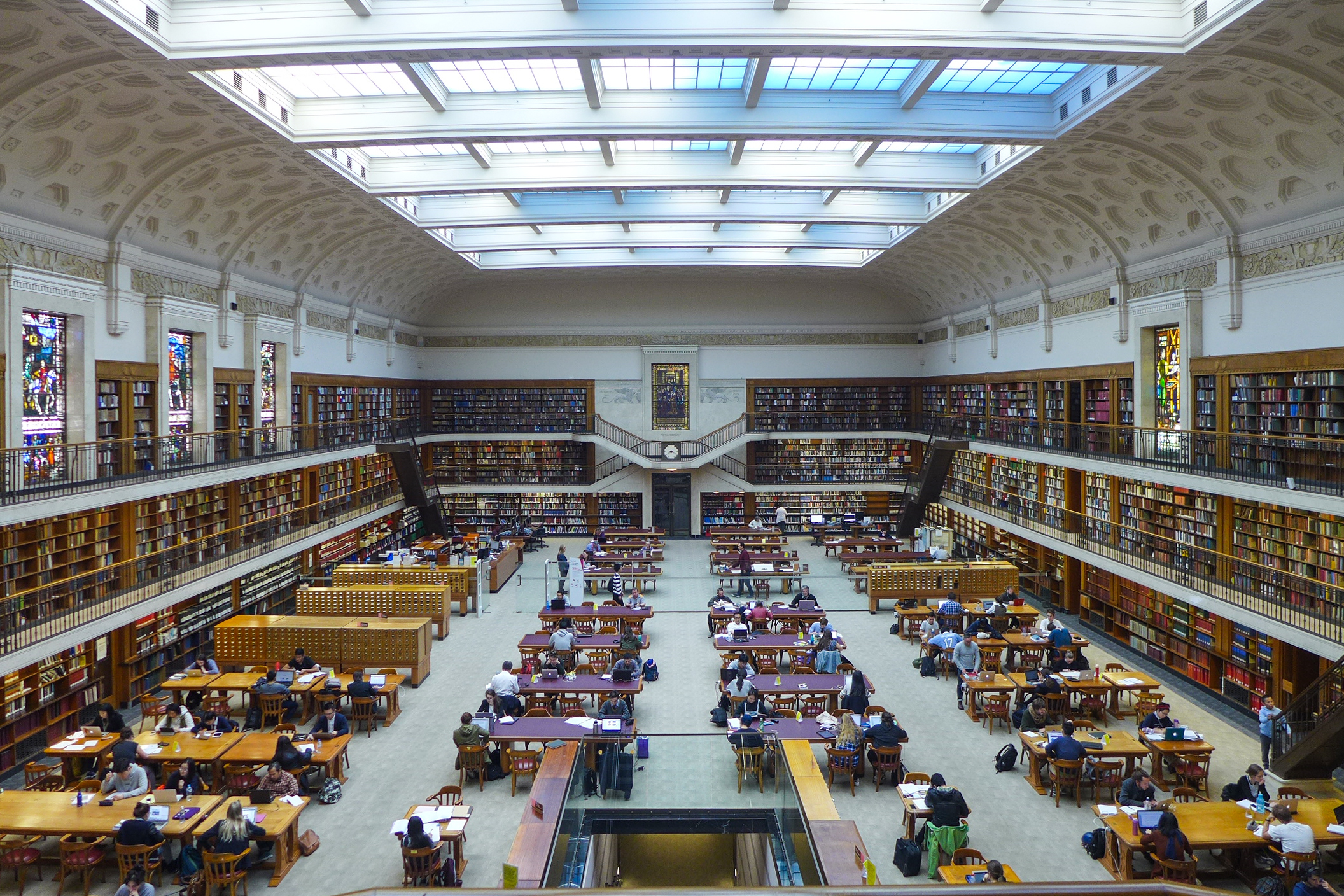
読書室